# Theodor Bauer (Politiker)
Julius Theodor Bauer (* 23. Dezember 1858 in Stralsund; † 26. April 1944 in Sondershausen) war ein deutscher Verwaltungsjurist und Staatsminister (DVP).

## Leben und Wirken
Bauer war Sohn des Pfarrers Theodor Julius Bauer und seiner Ehefrau Franziska Dorothea geb. Freund. Er besuchte von 1868 bis 1879 die Gymnasien in Wiesbaden und Stralsund. Danach studierte er drei Jahre Rechts- und Staatswissenschaften in Bonn und Leipzig. Der ersten juristischen Staatsprüfung am 14. Oktober 1882 folgten bis November 1887 Tätigkeiten als Referendar am Amtsgericht Stralsund und in Kassel, unterbrochen vom Militärdienst als Einjährig-Freiwilliger. Nach der zweiten juristischen Staatsprüfung im April 1888 wechselte er in das Fürstentum Schwarzburg-Sondershausen, wo er im Verwaltungsdienst in Arnstadt, Sondershausen und Gehren eingesetzt und im Oktober 1888 zum Regierungsrat ernannt wurde.
Zwischen 1897 und 1899 war Bauer Landrat in Gehren, danach bis Juni 1902 Staatsrat im Ministerium von Schwarzburg-Sondershausen und schließlich bis zum 25. November 1918 Vorsteher der Ministerialabteilung für Inneres. 1917 erhielt er den Titel Wirklicher Geheimrat.
Im Freistaat Schwarzburg-Sondershausen war Bauer ab Ende 1918 als beamteter Staatsminister Vorstand des Ministeriums und Leiter des Ressorts für Inneres, Justiz und Volksbildung. Nach Auseinandersetzungen in der Regierung und im Landtag trat er am 12. Dezember 1919 von allen Ämtern zurück und ließ sich in den Wartestand versetzen. Im Jahr 1920 wurde er Mitglied der Deutschen Volkspartei. Dem Thüringer Landtag gehörte er vom 20. Juni 1920 bis zum 7. Dezember 1929 an und war anfangs für etwa ein Jahr 1. Vizepräsident des Landtags und ab 1924 Fraktionsführer. Vom 23. Januar 1930 bis zum 25. August 1932 war er ehrenamtlich als Staatsrat für Sondershausen Regierungsmitglied ohne Geschäftsbereich in der Landesregierung unter Leitung von Erwin Baum.
Im Jahr 1932 wurde Bauer das Ehrenbürgerrecht von Sondershausen verliehen, weil er sich insbesondere für die Erhaltung der Sondershäuser Kunstinstitute Loh-Orchester, Landesbibliothek, Hochschule für Musik und Landestheater eingesetzt hatte. Auf dem Sondershäuser Friedhof wurde für ihn ein Ehrengrab errichtet. Verheiratet war Bauer seit dem 18. Mai 1889 mit Adele geb. Petri (1867–1948), Tochter des nassauischen Richters und Abgeordneten Wilhelm Petri. Sie hatten die Söhne Ernst und Werner und die Tochter Hilda. Carl Maempel war ein Schwager.